# Hubert Haenel
Hubert Haenel (* 20. Mai 1942 in Pompey, Département Meurthe-et-Moselle; † 10. August 2015 in Paris) war ein französischer Politiker, Abgeordneter im Département Haut-Rhin und Mitglied der konservativen Partei UMP.

## Biographie
Hubert Haenel war Präsident der parlamentarischen Delegation der Europäischen Union. Er war Mitglied der Europäischen Menschenrechtskonvention.
Haenel hat Juristik mit Fachrichtung Kriminologie studiert und 1975 mit dem Magister abgeschlossen. In den Jahren 1976 bis 1986 war er Dozent an der Universität d’Aix-Marseille-III in den Fächern Politik sowie Staats- und Zivilrecht. Zu dieser Zeit wurde er bereits Mitglied im Staatsrat. Sein ausgeübter Beruf ist Maître des requêtes (Requettenmeister) im französischen Staatsrat, eine Art staatsanwaltliche Funktion innerhalb der Regierung. Zu dieser Funktion wurde er am 28. September 1986 und danach alle neun Jahre wieder ernannt, zuletzt am 26. September 2004. 
Haenel war zudem Vizepräsident im Regionalbeirat Elsass und war an der Entwicklung und am Aufbau des Regionalschienenverkehrssystem Transport express régional (TER) maßgeblich beteiligt (sogenannte Haenel-Kommission).

## Weitere Aufgaben
- Mitglied der Gruppe der französischen Interparlamentarischen Union (IPU)
- Mitglied im Rat Conseil supérieur du service public ferroviaire (CSSPF), ein nach Ministerbeschluss 1999 gegründeter Rat zur Förderung des öffentlichen Nahverkehrs
- Mitglied im Cour de Justice de la République (CJR), ein speziell für Minister 1993 geschaffener Gerichtshof, der die Rechtmäßigkeit ihrer Arbeit prüfen kann.
- Mitglied des Verfassungsrates (Conseil constitutionnel)

## Ehemalige Funktionen
- Ehemaliger Staatssekretär
- Ehemalig erster Stellvertreter im CSSPF
- Ehrenbürgermeister von Lapoutroie
- Ehemaliges Mitglied des Kontrollrates des Strafvollzugs